# KreaTV
KreaTV — программная платформа (операционная система) для IPTV-устройств, разработанная компанией Моторола (Motorola), и поддерживаемая рядом других мировых вендоров-производителей, а также интеграторов и IPTV-провайдеров.
Программная платформа значительно облегчает создание и интеграцию различного рода пользовательских решений, а также разработку и предоставление новых интерактивных сервисов со стороны IPTV-операторов. В частности — приложений для просмотра IPTV на мобильных устройствах, в формате 3D и пр.

## История
Платформа начала поддерживаться и развиваться Motorola после приобретения компании Kreatel и всех созданных ею разработок (KreaTV Application Platform, KreaTV SDK, IP Triple Play и др.).
На начало 2010-х платформа активно поддерживалась и развивалась, летом 2011 ожидался выпуск релиза версии 4.2.
С 2013 года платформа поддерживается компанией ARRIS, после того как Google продал подразделение Motorola Mobility Home Business этой компании.

## Возможности и функциональность
Основные возможности решения:
- предоставляет возможность быстро создавать новые высококачественные графические интерактивные интерфейсы,
- объединить DLNA-совместимые пользовательские устройства в сеть для передачи мультимедийного контента.

Платформа KreaTV содержит в своем составе готовые программные решения:
- собственный web-браузер на популярном движке WebKit (использующемся, в частности, Google — для Chrome, и Apple — для браузера Safari)
- решения, обеспечивающие качество разрабатываемых сервисов, а также обеспечивающие расширенную поддержку всевозможных медиаформатов и кодеков.

## Архитектура
Исходный код KreaTV написан на C++ под ОS Linux.

## Распространенность
Благодаря тому, что решение пре-интегрировано с основными вендорами условного доступа и производителями, такими, как Latens, Verimatrix, Widevine, SecureMedia, Conax, NDS, NagraVision, Irdeto она широко используется ведущими западными IPTV-операторами AT&T, Bell, Swisscom, BT, Wind Telecomunicazioni, Maxcom Telecomunicaciones, TDC и многими другими.